# Col·legi del Sagrat Cor (Badalona)
El Col·legi del Sagrat Cor, o Col·legi dels Germans Maristes és un edifici modernista de Badalona (Barcelonès) obra de Joan Amigó i Barriga. Està situat al carrer del Temple i fou construït a inicis del segle xx. Està protegit com a bé cultural d'interès local. És un centre educatiu dels Germans Maristes de les Escoles des del 1903.

## Descripció
Obra primerenca d'Amigó influït per l'arquitecte Jeroni Granell. És un edifici que consta de tres plantes: un jardí en semisoterrani, baixos, pis i golfes. L'estructura és metàl·lica, té bigues de ferro i columnes de ferro colat que sobresurten dels murs. La façana està estucada en blanc i rosa amb els emmarcaments de les obertures. Sobre la decoració, el balcó té motius florals, en general és característicament modernista.

## Història
Originalment, l'edifici havia d'acollir el local per la Joventut Catòlica. Segons els plànols, l'edifici havia d'estar format per una secretaria, un bar, una sala de reunions i una sala d'actes. El permís d'obres fou sol·licitat per Pius Mir i Matas el 1901, però del projecte original només se'n construí una part; l'espai que ocupa avui el pati escolar s'hi hauria d'haver construït la sala d'actes.
Propietat de la família Ventós, el 1903 fou cedit per arrendament als germans Maristes que transformaren l'edifici en escola; continua avui dia sent un col·legi sota la gestió dels maristes.
Després de l'esclat de la Guerra Civil, El 20 de juliol de 1936 els revolucionaris badalonins van saquejar el centre, que la veien com l'escola de les classes més conservadores i benestants dela ciutat. Es van llençar al carrer llibres i mobles, que van ser cremats, alhora que es cremava la planta baixa i la biblioteca. També es van perseguir els religiosos i antics alumnes.
Després de la guerra, fou reconstruït. El 1995 l'edifici va quedar desocupat i fins a 1998 no es va rehabilitar i reformar per acollir oficines.